# Ana María Martínez-Pina
Ana María Martínez-Pina García (Barcelona, 18 de julho de 1971) é uma jurista espanhola e entre 25 de novembro de 2016 e novembro de 2020 foi vice-presidenta da Comissão Nacional do Mercado de Valores (CNMV) da Espanha.

## Biografia
Nasceu em 18 de julho de 1971, em Barcelona, capital da comunidade autônoma da Catalunha, na Espanha. Licenciou-se em Direito na Universidade de Barcelona, trabalhou para KPMG e, desde 2002, pertence no Conselho Superior de Inspetores de Seguros do Estado.
Foi destinada à direção-geral de Seguros e Fundos de Pensões de 2002 a 2003 e, desde 2003, no Instituto de Contabilidade e Auditoria de Contas (ICAC), onde foi diretora-geral adjunta de Normalização e Técnica Contábil e secretária do Comitê Consultivo de Contabilidade (2006–2012).

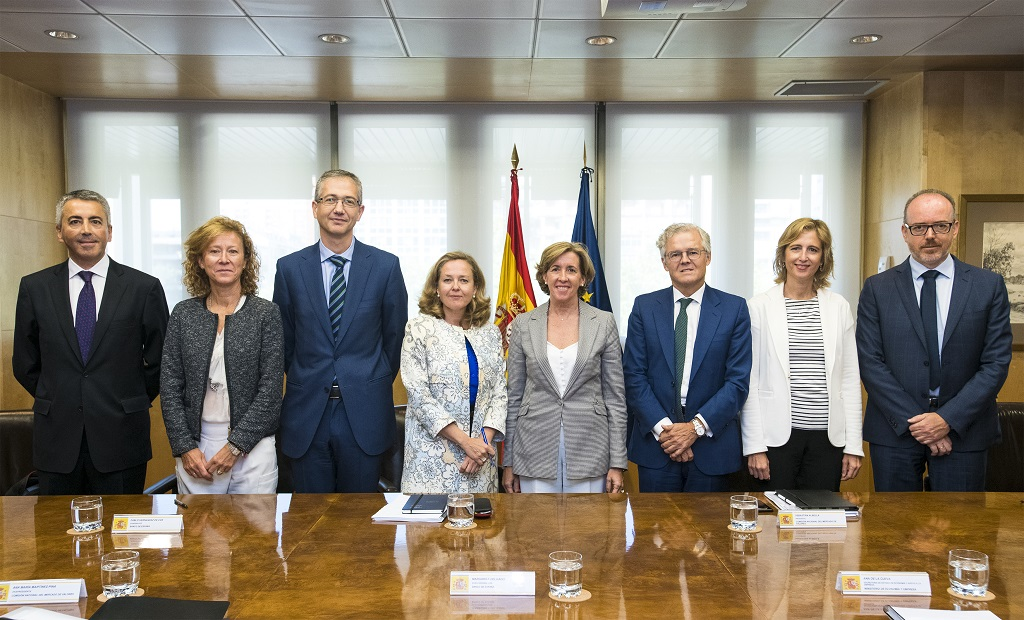
Na reunião semestral do Conselho de Estabilidade Financeira da Autoridade Macroprudencial (AMCESFI), em setembro de 2019.

Foi membro dos grupos de trabalho encarregados de elaborar o Plano Geral de Contabilidade e todas as suas normas de desenvolvimento. Foi membro da Comissão Diretora do Fundo de Reestruturação Ordenada Bancária (FROB). Desde fevereiro de 2012 até a sua incorporação à CNMV foi presidenta do Instituto de Contabilidade e Auditoria de Contas (ICAC).
Em novembro de 2016, foi nomeada vice-presidenta da Comissão Nacional do Mercado de Valores (CNMV) e, em julho de 2019, copresidenta do Grupo de Acompanhamento das Normas Internacionais de Auditoria (Monitoring Club). Ao terminar a sua vice-presidência à CNMV, em novembro de 2020, foi substituída por Montserrat Martínez Parera.